# Стшешинянка
Стшешинянка (пол. Strzeszynianka, Strzeszynka) — потік в Польщі, у Горлицькому повіті Малопольського воєводства на Лемківщині. Ліва притока Ропи, (басейн Балтійського моря).

## Опис
Довжина потоку приблизно 7,84 км, найкоротша відстань між витоком і гирлом — 5,39 км, коефіцієнт звивистості потоку — 1,46. Потік тече у Низьких Бескидах.

## Розташування
Бере початок на північно-західній стороні від села Квятоновіце (гміна Горлиці). Тече переважно на південний схід через Стшешин і впадає в річку Ропу, ліву притоку Вислоки.

## Цікавий факт
- У селі Стшешин потік перетинає залізниця[4].